# Ptichodis dorsalis
Ptichodis dorsalis là một loài bướm đêm trong họ Erebidae.